# Lijst van camera's gebaseerd op Nikon-body's en met F-vatting
Dit is een lijst van camera's gebaseerd op de body's of met de F-vatting van Nikon.

## Introductie
De Kodak DCS-serie was een reeks digitale spiegelreflexcamera's en camera-achterwanden gebaseerd op camera's van Nikon, Canon en Sigma die Kodak vanaf de jaren negentig tot 2005 uitbracht. FinePix is de naam van een reeks digitale camera's van de Japanse fabrikant Fujifilm. De StudioCam is een digitale camera van Agfa uit 1995 met Nikon F-vatting.
De F-vatting is een bajonetvatting ontwikkeld voor Nikon-objectieven. Nikon introduceerde dit type objectiefvatting in 1959.

## Lijst

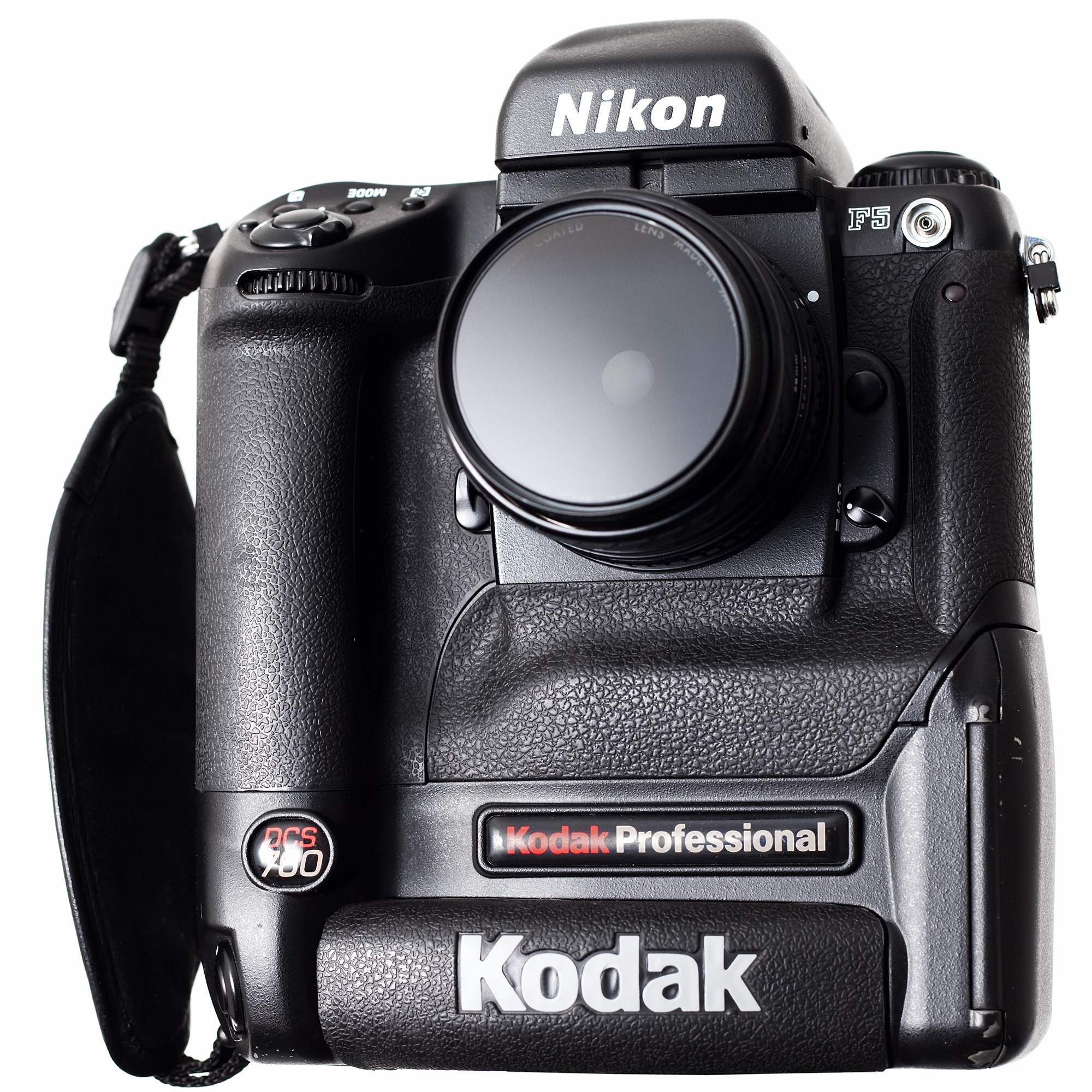
De DCS 760, gebaseerd op de Nikon F5

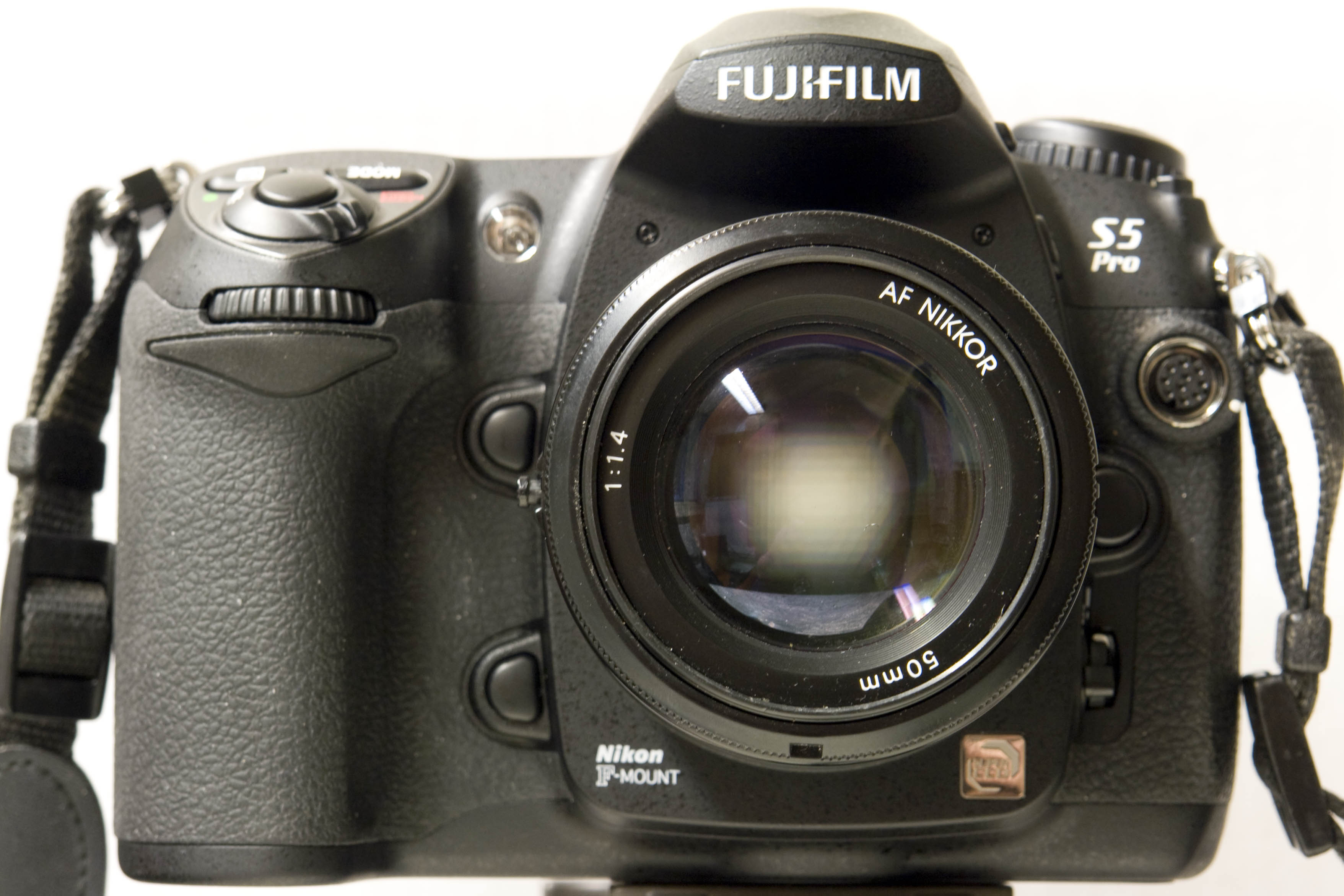
De FinePix S5 Pro, gebaseerd op de Nikon D200

| Merk en model           | Introductiedatum  | Mega- pixels | Sensor          | Sluitertijden | Bps | ISO      | Video | Monitor              | Zoeker      | AF-motor | AIS-lichtmeting | Gebaseerd op |
| ----------------------- | ----------------- | ------------ | --------------- | ------------- | --- | -------- | ----- | -------------------- | ----------- | -------- | --------------- | ------------ |
| Kodak DCS / DCS 100     | mei 1991          | 1,3          | 1" CCD          | ?             | 2,5 | 100-800  | geen  |                      | Pentaprisma | Ja       | Ja              | Nikon F3     |
| Kodak DCS 200           | augustus 1992     | 1,5          | 1" CCD          | ?             | ?   | 50-400   | geen  |                      | Pentaprisma | Ja       | Nee             | Nikon F801s  |
| Kodak NC2000            | februari 1994     | 1,3          | APS-C CCD       | ?             | 2   | 200-1600 | geen  | ?                    | Pentaprisma | Ja       | Ja              | Nikon F90    |
| Kodak DCS 420           | augustus 1994     | 1,5          | 1" CCD          | ?             | 2   | 100-400  | geen  | 1,8", 72.000 punten  | Pentaprisma | Ja       | Ja              | Nikon F90    |
| Agfa StudioCam          | januari 1995      | 16           | CCD             | 1/30 - 1/200  | ?   | 100-400  | geen  | geen                 | Tunnel      | Ja       | ?               | -            |
| Kodak DCS 460           | maart 1995        | 6,2          | APS-H CCD       | ?             | 2   | 80       | geen  | 1,8", 72.000 punten  | Pentaprisma | Ja       | Ja              | Nikon F90    |
| Kodak DCS 410           | maart 1996        | 1,5          | 1" CCD          | ?             | 2   | 100      | geen  | ?                    | Pentaprisma | Ja       | Ja              | Nikon F90    |
| Kodak DCS 660           | 18 juni 1999      | 2            | APS-H CCD       | 0,5 - 1/800   | 3,5 | 80-200   | geen  | 1,8", 72.000 punten  | Pentaprisma | Ja       | Ja              | Nikon F5     |
| Fujifilm FinePix S1 Pro | 31 januari 2000   | 6            | APS-C Super CCD | 30 - 1/2000   | 1,5 | 320-1600 | geen  | 1,8", 117.000 punten | Pentaprisma | Ja       | Ja              | Nikon F60    |
| Kodak DCS 620x          | 22 mei 2000       | 2            | APS-C CCD       | 2 - 1/8000    | 3,5 | 400-6400 | geen  | 1,8", 72.000 punten  | Pentaprisma | Ja       | Ja              | Nikon F5     |
| Kodak DCS 760           | 22 maart 2001     | 6            | APS-H CCD       | 2 - 1/8000    | 1,5 | 800-400  | geen  | ?                    | Pentaprisma | Ja       | Ja              | Nikon F5     |
| Kodak DCS 720x          | 4 juni 2001       | 2            | APS-C CCD       | 2 - 1/8000    | 4,3 | 400-6400 | geen  | ?                    | Pentaprisma | Ja       | Ja              | Nikon F5     |
| Fujifilm FinePix S2 Pro | 30 januari 2002   | 12           | APS-C Super CCD | 30 - 1/4000   | 2   | 100-1600 | geen  | 1,8", 117.000 punten | Pentaprisma | Ja       | Ja              | Nikon F80    |
| Kodak DCS Pro 14n       | 23 september 2002 | 14           | Full-Frame CMOS | 30 - 1/4000   | 1,7 | 80-640   | geen  | 2", 130.000 punten   | Pentaprisma | Ja       | Ja              | Nikon F80    |
| Fujifilm FinePix S3 Pro | 5 februari 2004   | 12           | APS-C Super CCD | 30 - 1/4000   | 3   | 100-1600 | geen  | 2", 235.000 punten   | Pentaprisma | Ja       | Ja              | Nikon F80    |
| Kodak DCS Pro SLR/n     | 12 februari 2004  | 14           | Full-Frame CMOS | 2 - 1/4000    | 1,7 | 160-1600 | geen  | 2", 130.000 punten   | Pentaprisma | Ja       | Ja              | Nikon F80    |
| Fujifilm FinePix S5 Pro | 25 september 2006 | 12           | APS-C Super CCD | 30 - 1/8000   | 3   | 100-3200 | geen  | 2,5", 230.000 punten | Pentaprisma | Ja       | Ja              | Nikon D200   |
| Fujifilm FinePix IS Pro | 13 juli 2007      | 12           | APS-C Super CCD | 30 - 1/8000   | 3   | 100-3200 | geen  | 2,5", 230.000 punten | Pentaprisma | Ja       | Ja              | Nikon D200   |